# Der Freischütz
Le Freischütz
Personnages
- Ottokar, duc de Bohême (baryton)
- Kuno, forestier (basse)
- Agathe, sa fille (soprano)
- Ännchen, jeune cousine d'Agathe (soprano)
- Kaspar, jeune chasseur (basse)
- Max, jeune chasseur (ténor)
- Samiel, le chasseur noir (rôle parlé)
- Un ermite (basse)
- Kilian, riche fermier (baryton)
- Quatre servantes (sopranos)

Airs
- Nein! länger trag' ich nicht die Qualen (Max) — Acte I
- Schweig! Schweig! damit dich niemand warnt! (Kaspar) — Acte I
- Kommt ein schlanker Bursch gegangen (Annchen) — Acte II
- Wie nahte mir der Schlummer (Agathe) — Acte II
- Und ob die Wolke sie verhülle (Agathe) — Acte III
- Einst träumte meiner sel'gen Base (Annchen) — Acte III
- Was gleicht wohl auf Erden dem Jägervergnügen (Chasseurs) — Acte III

Der Freischütz  (op. 77) (Le franc-tireur) est un opéra allemand de type singspiel en trois actes de Carl Maria von Weber, qui connut un triomphe lors de sa première le 18 juin 1821 au Königliches Schauspielhaus de Berlin.
Considéré aujourd'hui comme l'un des premiers opéras romantiques avec Fidelio de Ludwig van Beethoven (1805), son livret fut écrit par le poète Johann Friedrich Kind (de) d'après un conte populaire germanique (dans la version publiée en 1811 dans Das Gespensterbuch), et une première ébauche de Weber et d'Alexander von Dusch.

## Historique
C'est lors d'un séjour en 1810 au château de Neubourg que Weber, impressionné par la récente création du Fidelio, premier (et unique) opéra de Beethoven, arrête son choix sur le conte Des Jägers Braut comme sujet d'opéra. Mais d'autres engagements l'accaparent et ce n'est qu'en 1816 qu'il demande au poète Johann Friedrich Kind d'en tirer un livret. La composition commence en juillet 1817.
Créée le 18 juin 1821 à Berlin, en raison de tensions politiques à Dresde où Weber est officiellement en poste, l'œuvre rencontre un succès immédiat, qui se propage rapidement dans toute l'Europe et devient le symbole de la naissance de l'opéra romantique allemand. Parmi les nombreux artistes qui ont été influencés par Der Freischütz figure le jeune Richard Wagner, qui sera considéré par beaucoup comme le successeur de Weber. Claude Debussy dira sa franche admiration pour sa "belle ouverture" : "L'agencement sonore de cette ouverture est stupéfiante et le retour du ton d'ut majeur (ton initial) est une de ces émotions que l'on retrouve aussi violentes, aussi nouvelles. Il n'y a pas à dire, c'est bon teint, et ça ne s'use pas."
La création de la version française a lieu au théâtre de l'Odéon le 7 décembre 1824 dans une adaptation de Castil-Blaze et Thomas Sauvage – très éloignée de l'original – intitulée Robin des Bois ou les Trois Balles, et qui sera reprise régulièrement par la suite, notamment à l'Opéra-Comique le 15 janvier 1835 et au Théâtre-Lyrique le 24 janvier 1855.
La création parisienne de la version originale en allemand a lieu, quant à elle, au Théâtre-Italien (salle Favart) le 14 mai 1829 par une troupe allemande qui permet au public parisien de découvrir également les deux autres chefs-d'œuvre de Weber, Euryanthe (1823) et Oberon (1826).
Une deuxième version française, plus fidèle, est réalisée en 1841 par Hector Berlioz et Émilien Pacini pour l'Opéra de Paris sous le titre Le Freyschütz. Pour le ballet du deuxième acte de cette représentation, exigé par la forme « grand opéra » imposée par la « Grande Boutique », Berlioz orchestre l’Invitation à la danse de Weber, refusant d'écrire lui-même la musique de ce ballet et restant fidèle à l'écriture du compositeur du Freischütz, même si l'on y reconnaît les couleurs du « Bal » de la Symphonie fantastique.
Cependant, la représentation de l'opéra sera peu renouvelée en France ensuite, sauf en 1913 et 2011 au Théâtre des Champs-Élysées et octobre 2019, à l'Opéra-Comique en avril 2011,, au Théâtre de Caen au printemps 2019,, ainsi qu'à l'Opéra de Rouen les 15 et 17 novembre 2019,. D'autres scènes proposeront néanmoins des versions diverses de ce spectacle comme l'Opéra national du Rhin ou l'Opéra de Limoges.

## Argument
L'intrigue se passe en Bohême vers l'année 1648, juste après la fin de la guerre de Trente Ans. Max est jeune garde-chasse du Prince, considéré comme le meilleur tireur des environs mais qui se désole terriblement car il vient de perdre un concours de tir, où a triomphé Killian, un simple paysan. Max aime Agathe, la fille du garde forestier Kuno et il souhaite gagner le concours de tir du lendemain, dont l'enjeu est la nomination du nouveau garde-chasse et obtenir ainsi la main d'Agathe. Pendant ce temps, son ami Kaspar, le forestier, a vendu son âme au maléfique Samiel et pour être sauvé, Kaspar doit lui amener une nouvelle âme. Totalement acculé par le diable, il propose de lui fournir celle de l'infortuné Max.
Prétextant de l'aider à réussir le concours de tir, Max accepte de Kaspar des balles magiques qui ne ratent jamais leurs cibles, sans se douter du réel enjeu funeste de Kaspar. Entre-temps, Agathe est inquiète bien qu'Annette la rassure et Max arrive avant de la quitter sous prétexte d'aller chercher un cerf qu'il a tué dans la Gorge-au-loup. Au milieu de visions terribles et de bruits étranges, Kaspar coule les sept balles d'argent pour Max mais ce que ce dernier ignore, c'est que la dernière balle n'obéira qu'à la seule volonté de Samiel. Tandis qu'Agathe prie et se prépare à épouser Max, elle fait des cauchemars mais une fois encore, Annette la réconforte. Le jour du concours, Max surprend tout le monde par son adresse et le prince lui ordonne de tirer sur une colombe blanche avec la septième balle. A ce moment-là, Agathe sort du bosquet où se trouve la colombe et lui crie de ne pas tirer mais Max tire et alors que la colombe s'envole, abat Agathe qui tombe au sol inanimée.
Heureusement, elle n’est pas morte car un vieil ermite a détourné le coup mortel vers Kaspar, qui meurt en blasphémant avant d'être emporté par le sinistre Samiel. Plus tard, Max avoue publiquement avoir participé au pacte avec le diable en acceptant les balles magiques par désespoir et faiblesse. En punition, le Prince lui impose un délai d’un an avant de pouvoir épouser Agathe.

## Personnages
Les personnages sont les suivants :
- Ottokar, duc de Bohême (baryton)
- Kuno, forestier (basse)
- Agathe, sa fille (soprano)
- Annette, jeune cousine d'Agathe (soprano)
- Kaspar, jeune chasseur (basse)
- Max, jeune chasseur (ténor)
- Samiel, le chasseur noir (rôle parlé)
- Un ermite (basse)
- Kilian, riche fermier (baryton)
- Quatre servantes (sopranos)
- Chasseurs, paysans, servantes, courtisans (chœur)

## Composition de l'orchestre
| Instrumentation de Der Freischütz                                    |
| Cordes                                                               |
| premiers violons, seconds violons, altos, violoncelles, contrebasses |
| Bois                                                                 |
| 2 flûtes, 2 hautbois, 2 clarinettes, 2 bassons,                      |
| Cuivres                                                              |
| 4 cors, 2 trompettes 3 trombones,                                    |
| Percussions                                                          |
| timbales                                                             |

## Discographie sélective
- Maria Müller, Willi Domgraf-Fassbaender, Walter Grossmann, Josef Greindl, Robert Heger (dir.) - Berlin, 1943
- Elisabeth Grümmer, Hans Hopf, Rita Streich, Kurt Böhme, Otto Edelmann, Wilhelm Furtwängler (dir.) – Salzbourg, 26 juillet 1954
- Elisabeth Grümmer, Rudolf Schock, Lisa Otto, Hermann Prey, K.-K. Kohn, Gottlob Frick, Joseph Keilberth (dir.) – 1958
- Irmgard Seefried, Rita Streich, Richard Holm, Kurt Böhme, Eugen Jochum (dir.) – 1960
- René Kollo, Hildegard Behrens, Peter Meven, Kurt Moll, Rafael Kubelík (dir.)
- Gottlob Frick, Lovro von Matačić (dir.)
- Gundula Janowitz, Eberhard Waechter, Manfred Jungwirth (de), Wiener Staatsoper, Karl Böhm (dir.) – live du 28 mai 1972
- Ľuba Orgonášová, Christine Schäfer, Endrik Wottrich (de), Wolfgang Holzmair, Matti Salminen, Gilles Cachemaille, Kurt Moll, Nikolaus Harnoncourt (dir.) – 1995
- Peter Schreier, Gundula Janowitz, Theo Adam, Carlos Kleiber (dir.) –1973[18]
- Cécile Perrin, Didier Henry (en), François Soulet, Anne Constantin, Francis Dudziak, Jean-Paul Penin (dir.) – 2000
Premier enregistrement de la version française de Berlioz (1841)

## Hommages
"L'agencement sonore de cette ouverture [du Freischütz] est stupéfiante et le retour du ton d'ut majeur (ton initial) est une de ces émotions que l'on retrouve aussi violentes, aussi nouvelles. Il n'y a pas à dire, c'est bon teint, et ça ne s'use pas." (Claude Debussy, Gil Blas, 2 février 1903.)
Dès 1843, Alexandre Oulybychev écrivait : "Ce que nous connaissons de plus beau, de plus complet et de plus habile, en fait de programme dramatique [d'ouverture d'opéra], c'est l'ouverture de Freischütz".

## Anecdotes
- Il existe une adaptation au cinéma sortie en 1994 : Freischutz (Bűvös vadász) d'Ildikó Enyedi.
- Au début du film Captain America : First Avenger, le personnage de Crane Rouge est vu en train d'écouter dans son bureau cette musique, dont l'histoire peut faire écho à son propre sort à l'instar du personnage qui a vendu son âme au diable. Ici, c'est son visage qui est déformé à la suite d'une expérience scientifique en vue de devenir un surhomme.
- Dans le film français Intouchables, c'est un extrait de Der Freischütz (acte 1, Nein, länger trag' ich nicht die Qualen) que l'on peut voir dans la scène où les deux protagonistes sont à l'opéra avec « un arbre qui chante en allemand ».
- Un extrait de l'ouverture de Der Freischütz servit pendant 46 ans de générique à l'émission radiophonique hebdomadaire d'André Castelot, Alain Decaux de l'Académie Française et Jean-François Chiappe, La Tribune de l'Histoire, réalisée par Alain Barroux avec le concours de Charles Bassompierre et de Claude Herval. Diffusée initialement le mercredi soir à 20 h 30, successivement sur les ondes de la RTF (Paris Inter), de l'ORTF (Inter-Variétés), puis de Radio-France (France Inter), elle demeure une production comptant parmi les émissions ayant connu la plus grande longévité sans interruption.
- Der Freischütz est souvent cité dans Hellsing Ultimate par le Major. Il est aussi chanté par Rip van Winkle durant la scène du porte-avion.
- Un extrait de l'ouverture de Der Freischütz est la mélodie principale de Stupeflip Vite !!!, morceau de l'album The Hypnoflip Invasion du groupe Stupeflip.

### Ouvrages généraux
- Piotr Kaminski, Mille et un opéras, Paris, Fayard, 2003
- Gustav Kobbé, Tout l’opéra, Robert Laffont

### Monographies
- Jean-Luc Caron et Gérard Denizeau, Carl Maria von Weber, Paris, bleu nuit éditeur, coll. « horizons » (no 73), 2019, 176 p. (ISBN 978-2-358-84087-3).
- André Cœuroy, Weber, Paris, Denoël, 1953
- Corinne Schneider, Weber, Jean-Paul  Gisserot, 1998 (Pour la musique)
- John Warrack (trad. Odile Demange), Carl Maria von Weber, Paris, Fayard, 1987, 480 p. (ISBN 978-2-213-01979-6).
- Christoph Schwandt (de): Carl Maria von Weber in seiner Zeit: eine Biografie. Schott Music, Mainz 2014  (ISBN 978-3-7957-0820-7)

### Articles & analyses
- Freischütz de Weber, article d’Edouard Perrin dans Le Petit Méridional (Montpellier) du 21 décembre 1927(pages 1 et 2)[21]
- Le  Freischütz, Weber, Avant-Scène Opéra no 105-106, janvier-février 1988.
- Johann Friedrich Kind (de), Carl Maria von Weber: Der Freischütz. Romantische Oper in drei Aufzügen. Kritische Textbuch-Edition. Hrsg. von Solveig Schreiter. alliteraverlag, München 2007  (ISBN 978-3-86520-209-3).
- Der Freischütz. Texte, Materialien, Kommentare. Mit einem Essay von Karl Dietrich Gräwe (de). rororo Opernbuch 7328, Reinbek bei Hamburg 1981  (ISBN 3-499-17328-X).
- Werner Abegg (de): Carl Maria von Weber: Der Freischütz. Romantische Oper – Finstere Mächte – Bühnenwirkung. Wißner, Augsburg 2005  (ISBN 3-89639-368-5).
- Michael Leinert (de): Der Freischütz. In: Carl Maria von Weber. 5. Auflage. Rowohlt Monografien rm 50268, Reinbek bei Hamburg 2003  (ISBN 3-499-50268-2).
- Carl Dahlhaus: Zum Libretto des Freischütz. In: Neue Zeitschrift für Musik. Heft 5. Mainz 1972.
- Bilderwelt des Freischütz. In: Theodor W. Adorno: Moment musicaux. Edition suhrkamp 54, Frankfurt a. M. 1964.